# Northampton ON Chenecks F.C.
Northampton Old Northamptonian Chenecks F.C. là câu lạc bộ bóng đá Anh tọa lạc ở Northampton. Họ đang thi đấu ở United Counties League Division One.

## Lịch sử
CLB được thành lập với tên gọi Chenecks FC vào năm 1946 dưới sự hướng dẫn của Coroner Sergeant nổi tiếng của cảnh sát Borough, George Lloyd. CLB được lập ra để cho các cậu bé chơi bóng bầu dục ở Trường dạy Ngữ pháp Northampton có thể chơi bóng đá.
Tên không thường gọi của CLB lấy từ School Houses, Chipseys, Spencer, Beckett và St Crispins. CLB trở thành thành viên của Northampton Minor League chơi ở cấp độ U17, và khi bọn trẻ quá lớn để thi đấu bóng đá trẻ thì họ gia nhập Town League ở 1950, chơi ở Abington Park. Năm 1960 liên đoàn The Old Northamptonians mời CLB trở thành một phần của họ, và Chenecks chấp nhận ON Chenecks và di chuyển tới sân vận động thể thao Billing Road.
Họ gia nhập United Counties Football League năm 1969, và bây giờ vẫn là thành viên của liên đoàn đó, hiện tại ở Division One. Trong suốt thời gian đó, họ luôn thi đấu ở phân khu thấp nhất của liên đoàn, được biết đến với tên gọi Division Three, Division Two và Division One. CLB đã hai lần vô địch Division One (ở mùa giải 1977-78 và 1979–80), nhưng mặt sân của họ không đáp ứng đủ để thăng hạng lên chơi ở Premier Division. Sự thiếu hụt cơ sở vật chất cũng là lý do mà họ không thể tham gia vào các giải đấu nào do F.A. tổ chức.
Chenecks đánh bại Tam O'Shanter từ Coventry để vô địch Daventry Charity Cup năm 1985 và năm 1994 họ là á quân của Northants Junior Cup, sau khi thất bại với tỷ số 1 - 0 trước Vanaid. Năm 1996 họ thua Cogenhoe 4 - 0 trong trận chung kết Daventry Charity Cup sau khi đã đánh bại đối thủ ở Southern League Rothwell Town 1 - 0 trên sân khách để bước vào chung kết.
Mùa giải 2009–10, CLB giành danh hiệu lớn đầu tiên trong vòng 20 năm dưới sự dẫn dắt của Andy Marks khi họ nâng cao chiếc cup vô địch của Junior Cup với chiến thắng 1 - 0 trước kình địch Silbey F.C. ở Nene Park. Mùa 2010–11 khởi đầu khá khó khăn khi HLV nghiệp dư Graham Cottle lấp vào vị trí HLV đang bỏ trống.

## Các danh hiệu
- United Counties League Division One:[2]
  - Vô địch: 1977-78, 1979–80
  - Á quân: 1978-79
- Daventry Charity Cup[1]
  - Vô địch: 1985
  - Á quân: 1996
- Northants Junior Cup[1]
  - Vô địch: 2010
  - Á quân: 1994

## Đội hình hiện tại
Ghi chú: Quốc kỳ chỉ đội tuyển quốc gia được xác định rõ trong điều lệ tư cách FIFA. Các cầu thủ có thể giữ hơn một quốc tịch ngoài FIFA.
| Số | VT | Quốc gia | Cầu thủ                                 |
| -- | -- | -------- | --------------------------------------- |
| —  | TM |          | Janis Lauskinieks                       |
| —  | TM |          | Ben Fagan                               |
| —  | HV |          | Jez Hindle                              |
| —  | HV |          | Tim Clack                               |
| —  | HV |          | Simon McCarthy                          |
| —  | HV |          | Joe Lewington                           |
| —  | HV |          | George Clarke                           |
| —  | TV |          | John Burdett                            |
| —  | TV |          | Ben Lewington                           |
| —  | TV |          | Calvin Budd                             |
| —  | TV |          | Dan Cotton                              |
| —  | TV |          | Graham Cottle (cầu thủ/huấn luyện viên) |
| —  | TV |          | Gregg Randall                           |

| Số | VT | Quốc gia | Cầu thủ          |
| -- | -- | -------- | ---------------- |
| —  | TV |          | Joe Evans        |
| —  | TV |          | Max Gray         |
| —  | TV |          | Chris Doran      |
| —  | TV |          | Lee Cotton       |
| —  | TV |          | Scott Barczewski |
| —  | TV |          | Dan Clarke       |
| —  | TĐ |          | Adam Hancock     |
| —  | TĐ |          | Justin McKenzie  |
| —  | TĐ |          | Elliot Muddiman  |
| —  | TĐ |          | Rob Goldring     |
| —  | TĐ |          | Lee Bradley      |
| —  | TĐ |          | Koi Bennet       |
| —  | TĐ |          | Edwardo Furtado  |

## Cựu cầu thủ
1. Cầu thủ đang từng chơi bóng hoặc dẫn dắt ở Football League hoặc những giải đấu nước ngoài có cấp độ tương đương.

2. Cầu thủ thi đấu cho đội tuyển quốc gia.

3. Cầu thủ đang giữ kỉ lục CLB hoặc làm đội trưởng của CLB.
- Jim Hall[1] (Cầu thủ trẻ)